# V pour Vendetta (film)
Vous lisez un « bon article » labellisé en 2011.
Pour les articles homonymes, voir V pour Vendetta (homonymie).
Pour plus de détails, voir Fiche technique et Distribution.
V pour Vendetta (V for Vendetta) est un film américano-germano-britannique, réalisé par James McTeigue. Tourné en 2005, la première du film eut lieu le 11 décembre 2005 au Butt-Numb-A-Thon (Austin, Texas) puis sortit en salles en 2006.
Il s’agit d’une adaptation de la bande dessinée V pour Vendetta (1982-1990) d'Alan Moore et David Lloyd. Le scénario est dû à Lana et Lilly Wachowski.
L'action se situe à Londres dans une société dystopique, où un combattant de la liberté se faisant appeler « V », cherche à mettre en place un changement politique et social en menant une violente vendetta personnelle contre le gouvernement fasciste en place. La distribution comprend notamment l'acteur australien Hugo Weaving dans le rôle de « V », l'actrice américaine Natalie Portman dans le rôle d'Evey Hammond et les acteurs britanniques John Hurt, Stephen Rea et Stephen Fry.
Warner Bros. avait initialement prévu de sortir le film le 4 novembre 2005 (un jour avant le 400e anniversaire de la Guy Fawkes Night, célébrant la conspiration des Poudres du 5 novembre 1605), mais cette sortie a été retardée jusqu'au 17 mars 2006. Alan Moore, mécontent des adaptations cinématographiques de ses œuvres From Hell et La Ligue des gentlemen extraordinaires, a refusé de voir le film et a pris ses distances vis-à-vis de la production. Les scénaristes ont supprimé de nombreuses allusions anarchistes et des références aux drogues présentes dans l’histoire originale, et ont aussi modernisé le message politique. Malgré de nombreuses modifications, le thème général de l'œuvre d'Alan Moore reste néanmoins intact.
La critique a perçu des correspondances avec le roman 1984 de George Orwell à propos de la société dystopique et du pouvoir politique dépeints, mais aussi avec les romans Le Comte de Monte-Cristo d'Alexandre Dumas et Le Fantôme de l'Opéra de Gaston Leroux.

## Synopsis
Au 21e siècle, après un attentat utilisant un mystérieux virus visant trois sites importants par leur symbolique (l’école primaire Sainte-Mary, la station de métro Victoria et l'usine de traitement des eaux Three Waters), l’Angleterre est dirigée par un parti fasciste avec à sa tête Adam Sutler. Ce dernier, profitant du climat de peur affectant la population, a institué un régime dictatorial à la tête duquel il s’est autoproclamé « Haut Chancelier ». Un couvre-feu, dont le respect est contrôlé par la milice « le Doigt », a été instauré sur tout le territoire. En parallèle, les migrants, les « païens », les musulmans, les malades physiques ou mentaux et tous ceux dont les idées pouvaient s’en approcher ont été bannis. De même, les opposants au régime et les minorités, telles que les homosexuels, sont pourchassés lors de l'« assainissement ». Les libertés fondamentales les plus élémentaires (la liberté d'expression, en particulier) ont été sacrifiées au nom de la sécurité nationale et de la guerre contre le terrorisme. Les médias sont muselés et la BTN, l'unique chaîne de télévision, est le principal instrument de propagande du parti au pouvoir.
Le soir du 4 novembre, un homme masqué et vêtu de noir, qui se fera connaître sous le nom de « V », sauve Evey Hammond des griffes des hommes du « Doigt » qui s’apprêtaient à la violer en guise de sanction, alors qu'elle bravait le couvre-feu pour se rendre chez Gordon Deitrich, animateur et producteur à la BTN où elle travaille également. V emmène Evey sur le toit d’un immeuble pour la faire assister à la spectaculaire destruction de l'Old Bailey (l'une des cours criminelles centrales de l'Angleterre). L'explosion est synchronisée avec la diffusion sur les ondes du parti de l’Ouverture solennelle 1812 de Tchaïkovski.
Le lendemain, les journalistes de la British Television Network (BTN) annoncent cependant que le gouvernement avait prévu de longue date la destruction du bâtiment. Au même instant, V prend le contrôle de la chaîne et diffuse une vidéo condamnant la politique du régime fasciste et accusant même les citoyens de laisser le parti les priver de leurs libertés. V demande instamment à la population de résister à l’oppression en se révoltant le 5 novembre, pour la nuit de Guy Fawkes, un an plus tard jour pour jour. V annonce qu’il détruira ce jour-là le palais de Westminster (les chambres du Parlement), un autre bâtiment symbolique du Royaume-Uni.
L’armée lance un assaut contre la tour Jordan, siège de la BTN, prise en otage par V. Celui-ci a amorcé une bombe et a vêtu tous les otages d’un costume et d’un masque identique au sien pour faciliter sa fuite. Evey, présente également ce jour-là, est blessée en voulant aider V à s’échapper. Pour la protéger des autorités, celui-ci l'emmène dans sa tanière, « La galerie des ombres ». Là, Evey apprend qu’elle restera cachée avec son hôte pendant un an, jusqu’à ce que le plan de ce dernier soit mené à bien. Ses origines (fille d’activistes démocrates disparus et sœur d’une jeune victime de l’attentat de Sainte-Mary) font rapidement d’elle une fugitive recherchée par le régime en place. L'inspecteur Finch est chargé de l'enquête sur la jeune femme ainsi que sur V.

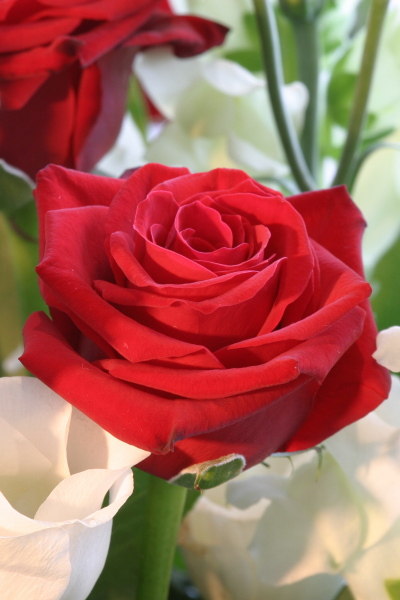
Les roses Scarlet Carson (variété imaginaire), déposées près des victimes de V.

Evey accepte finalement de rester, jusqu’à ce qu’elle apprenne que V est à l’origine de la mort de Lewis Prothero, le présentateur d'une émission télévisée de propagande en faveur du gouvernement, qui a joué un rôle, selon lui, dans l’extermination des opposants et des minorités. Lorsque V lui demande de l’aider à éliminer l’évêque Lilliman, Evey accepte en espérant en profiter pour s’enfuir, de peur d'être condamnée pour l'avoir aidé. Au moment où V s’apprête à tuer l’évêque, Evey, paniquée, réussit à s'échapper. Elle trouve refuge chez son ancien patron et ami, l’animateur Gordon Deitrich, un homosexuel contraint de taire son orientation sexuelle pour ne pas être arrêté. Pendant ce temps, V, continuant sa vendetta personnelle, élimine le docteur Delia Surridge, qui manifeste du remords et regrette ses actions passées.
Après une émission satirique de Deitrich contre le Chancelier Sutler, la police secrète mène un raid contre sa maison. Gordon a juste le temps de prévenir Evey avant de se faire arrêter. Alors qu'elle pensait être parvenue à s'échapper discrètement par le jardin, Evey est capturée par un policier resté en arrière. Elle est alors incarcérée puis torturée pendant plusieurs jours afin qu'elle révèle, entre autres, où se cache V. Durant son isolement, elle va trouver une sorte de refuge et de leçon de vie en découvrant les notes d’une ancienne prisonnière lesbienne, Valerie Page.
Valerie a été arrêtée lors de la « grande purge » quelques années auparavant, et emprisonnée à Larkhill où elle a également été torturée. Elle a malgré tout laissé une trace de son passage en écrivant sa biographie sur du papier toilette. Après cette lecture, ses tortionnaires posent à Evey un ultimatum en lui ordonnant de révéler la cachette de V sous peine de mort. Ayant repris courage, elle refuse de céder et déclare qu’elle préfère mourir. À son grand étonnement, elle est libérée sur-le-champ et découvre que c'est V qui la retenait. Il avait revêtu plusieurs identités pour la tromper durant son incarcération. Passées la colère et la suffocation d'Evey, V lui explique que le fait de la confronter à sa propre mort était le seul moyen de lui faire accepter plus sereinement cette éventualité et ne plus craindre ses véritables idées. V laisse ensuite Evey repartir, lui faisant promettre de revenir le voir avant le 5 novembre.
Pendant ce temps, l’inspecteur Finch en apprend plus sur les origines de V. Il découvre comment la Norsefire — le parti fasciste du « Feu nordique » — est arrivée au pouvoir. Vingt ans plus tôt, alors que le Royaume-Uni était en proie au chaos, le parti conservateur avait conduit une répression afin de ramener l'ordre. Ainsi, les prétendus ennemis de l’État, étrangers, musulmans, homosexuels, libéraux et opposants à la guerre, furent soumis à des rafles et beaucoup disparurent sans laisser de trace. Le pays fut profondément divisé face à cet événement, jusqu’à ce qu’une attaque bioterroriste tue environ 80 000 personnes. Une compagnie pharmaceutique appartenant à la Norsefire découvrit bientôt un traitement contre le virus, permettant au parti de s’enrichir rapidement grâce à la distribution du vaccin. La peur causée par l’attaque terroriste avait permis à la Norsefire de faire taire l’opposition et de gagner largement l’élection suivante. Avec le consentement silencieux des citoyens (à l'exception de quelques résistants, dont les parents d'Evey), la Norsefire avait transformé le Royaume-Uni en un État policier totalitaire, avec son chef Adam Sutler comme Haut Chancelier.
L’inspecteur Finch découvre que l’attaque terroriste avait en fait été élaborée par la Norsefire dans un complot pour accéder au pouvoir. Le virus — ainsi que son traitement — avait été conçu grâce à l’expérimentation humaine sur les « indésirables » et les dissidents politiques internés au centre de détention de Larkhill, où travaillaient alors Prothero, Lilliman et Surridge. Parmi les détenus se trouvait l’homme qui est devenu V. Alors que les autres sujets testés mouraient à la suite des expériences, l’occupant de la cellule 5 (V en chiffres romains) avait survécu. Il avait même acquis des aptitudes mentales et physiques accrues, au prix de sa défiguration et de la déformation de son esprit. Ces capacités avaient permis à V de détruire le camp de Larkhill et de s’échapper, après s’être engagé à prendre sa revanche sur le régime de la Norsefire.

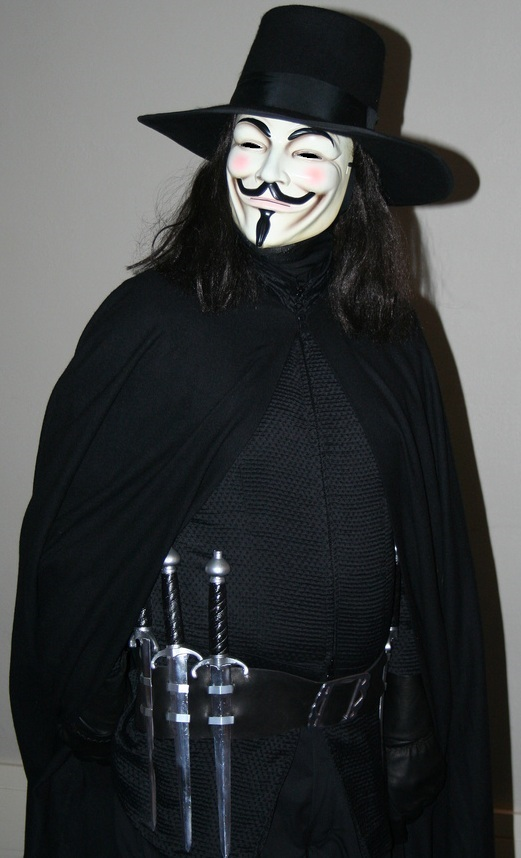
Cosplay du personnage de V.

Tandis que l'inspecteur Finch éclaircit le mystère autour des histoires d'Evey et de V, ce dernier provoque le bras droit de Sutler, Peter Creedy, également chef de la milice, en établissant avec lui un pacte faustien : comme il ne peut pas atteindre Sutler en raison de la protection dont il bénéficie, il propose à Creedy (seul responsable du plan d’évacuation du Haut Chancelier en cas de révolte populaire) de l'amener à lui en échange de sa propre reddition, le 5 novembre. Creedy accepte, y voyant un moyen à la fois d'éliminer le terroriste et de prendre la place de Sutler.
Alors que le 5 novembre approche, les plans de V provoquent le chaos au Royaume-Uni. La population se montre de plus en plus rebelle et subversive face à l’autorité du gouvernement. La veille du 5 novembre, Evey rend visite à V, qui lui dévoile enfin son plan : un train rempli d’explosifs va rouler jusqu’au Parlement sur une ligne du métro abandonnée. Il confie alors le lancement du train à Evey, lui laissant le choix de terminer son plan ou non, estimant que la décision finale ne revient pas à lui mais à la génération suivante, incarnée à ses yeux par la jeune fille.
V rencontre finalement Creedy, qui s'est emparé de Sutler, dans la station Victoria. Creedy tue Sutler, mais comme V refuse d'ôter son masque, Creedy ordonne à ses hommes d'ouvrir le feu. Seul contre une douzaine d’hommes armés, V les supprime tous avant d'étrangler Creedy et de lui briser la nuque. Touché par plusieurs balles, il est grièvement blessé mais encore vivant grâce à une armure dissimulée sous son costume et à sa force surhumaine. Il retourne difficilement auprès d'Evey pour lui dire adieu. Il lui avoue son amour pour elle avant de rendre l'âme. Evey étend son corps dans le train avec les explosifs, comme il le souhaitait.
Alors qu’elle est sur le point de faire démarrer le train, Evey est interrompue par l’arrivée de l'inspecteur Finch. Toutefois, en raison de ce qu'il a appris sur la corruption du régime, Finch la laisse exécuter les vœux de V. Pendant ce temps, des milliers de personnes déguisées en Guy Fawkes marchent sur le Parlement pour assister au spectacle. Sutler et Creedy étant morts, personne n’ordonne aux soldats de faire feu sur les manifestants. Ceux-ci envahissent sans violence les rues qui entourent Westminster. L’explosion illumine le ciel de Londres et le Parlement est détruit, tandis que retentit sur les ondes publiques l’Ouverture solennelle 1812 de Tchaïkovski.
Sur le toit d’un immeuble voisin, Evey et Finch assistent à l’explosion. Finch interroge Evey sur l’identité de V. Evey lui répond qu'il était Edmond Dantès (le personnage principal du Comte de Monte-Cristo) et lui explique qu’il incarne le peuple. Les manifestants retirent alors leurs masques, et on reconnaît en eux les personnes tuées par le parti et apparues dans le film.

## Personnages principaux
- V (interprété par Hugo Weaving)

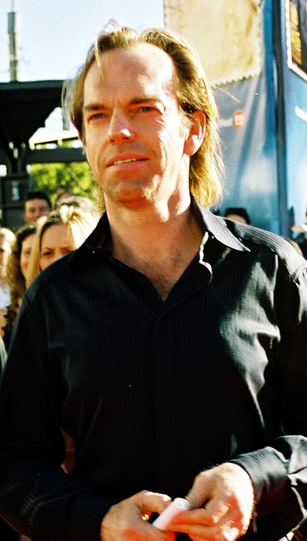
Hugo Weaving tient le rôle de V.

La véritable identité de V est un mystère : on sait seulement qu'il fut emprisonné dans un camp de concentration pour opposants au régime, où il a subi des expériences médicales qui l'ont transformé. Il réussit un jour à s'échapper de sa cellule numéro 5 (V en chiffres romains), et met vingt ans à préparer sa vengeance contre ses tortionnaires. Il porte un masque de comédie en l'honneur de Guy Fawkes, un terroriste catholique du XVIIe siècle qu'il veut imiter en sortant le peuple de la léthargie dans laquelle il est plongé depuis l'avènement du gouvernement du Haut Chancelier Sutler. Si V utilise des moyens violents pour arriver à ses fins, il n'en reste pas moins un gentleman érudit, raffiné et romantique.
James Purefoy, interprète de Marc Antoine dans la série Rome, avait été initialement choisi pour interpréter V, mais après six semaines de tournage il avait abandonné à cause des difficultés qu'il éprouve à porter le masque de Guy Fawkes. Il fut remplacé par Hugo Weaving, qui avait précédemment travaillé avec Joel Silver et les Wachowski sur la trilogie Matrix en interprétant l'Agent Smith. Certaines parties du film sont cependant jouées par James Purefoy, doublées par Hugo Weaving en postproduction.

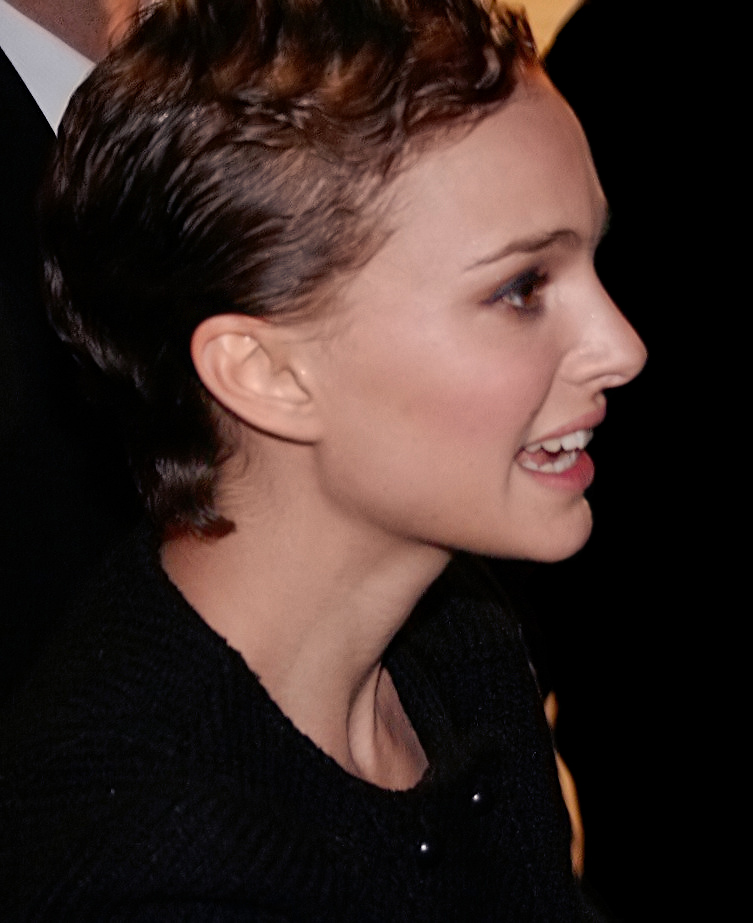
Natalie Portman, à Berlin en 2006 pour la première de V pour Vendetta, tient le rôle d'Evey Hammond.

- Evey Hammond (interprétée par Natalie Portman)

Evey Hammond, une jeune employée de la BTN, est un soir agressée par des membres de la milice du parti (« le Doigt ») et secourue par un homme masqué appelé V. Elle est par la suite recherchée comme complice de ce dernier. Sa rencontre avec V va totalement bouleverser sa vie.
Le réalisateur James McTeigue a rencontré Natalie Portman sur le tournage de Star Wars, épisode II : L'Attaque des clones, où il travaillait en tant qu'assistant réalisateur. Pour préparer le rôle, elle a été aidée par une dialectologue pour pratiquer l'accent anglais. Elle a aussi étudié des films comme le documentaire The Weather Underground et lu l'autobiographie de Menahem Begin. Son rôle dans le film présente des similarités avec son rôle de Mathilda dans le film Léon de Luc Besson : selon elle, « la relation entre V et Evey possède une complexité semblable à celle entre [Mathilda et Léon], ».

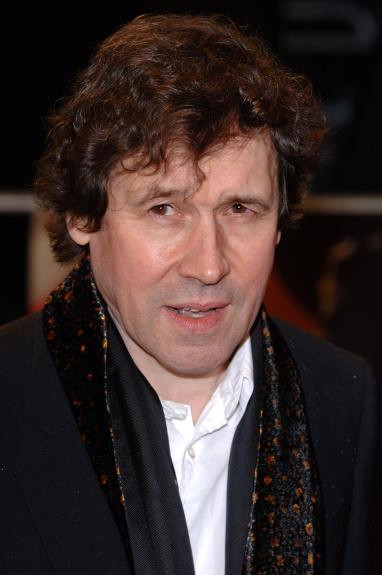
Stephen Rea interprète le personnage de l'inspecteur Finch.

- Inspecteur Eric Finch (interprété par Stephen Rea)

Finch est l'inspecteur responsable de l'enquête sur V, au cours de laquelle il découvre un crime inqualifiable commis par le gouvernement qui l'emploie.
Stephen Rea n'était pas étranger aux batailles politiques et au terrorisme : il fut en effet marié à Dolours Price, une ancienne membre de l'IRA provisoire, emprisonnée à l'Old Bailey après l'explosion d'une bombe. Lorsqu'on lui demanda si l'aspect politique l'avait attiré pour participer à ce film, il répondit : « Je ne pense pas que le film aurait été très intéressant si la politique n'avait été traitée que dans la bande dessinée. L'aspect politique du film est ce qui lui donne sa dimension et son élan, et j'ai bien entendu été séduit par cela, ».

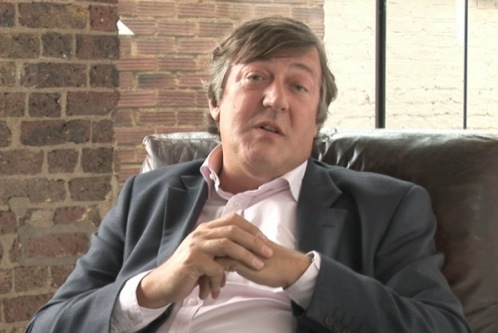
Stephen Fry tient le rôle de Gordon Deitrich.

- Gordon Deitrich (interprété par Stephen Fry)

L'animateur de talk-show Gordon Deitrich est un homosexuel qui, à cause des restrictions du régime, est devenu cynique et désabusé au cours des années. Il tente de se faire passer pour un hétérosexuel en invitant Evey à dîner avec lui, pour « faire illusion » aux yeux du régime homophobe.
Lorsqu'il fut interrogé sur ce qui l'attirait dans ce rôle, Stephen Fry répliqua : « Être frappé ! Je n'avais jamais été frappé dans un film avant et j'étais vraiment enthousiaste par l'idée d'être battu à mort, ».

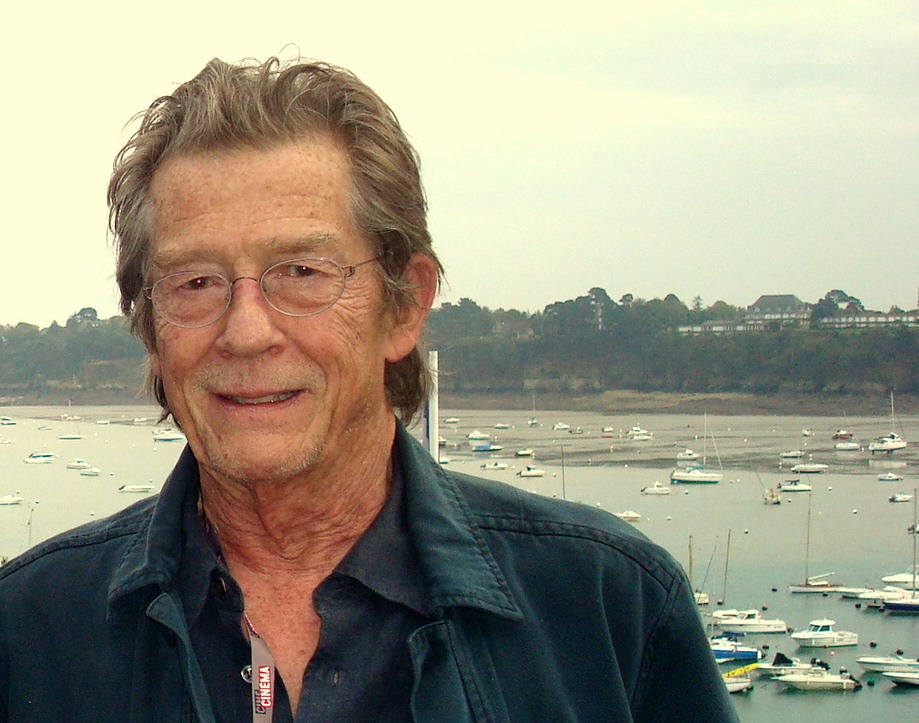
John Hurt interprète le personnage d'Adam Sutler.

- Haut Chancelier Adam Sutler (interprété par John Hurt)

Ancien député conservateur et sous-secrétaire d'État à la Défense, Sutler est le fondateur de la Norsefire (« Feu nordique » en français), un parti fasciste, et s'est autoproclamé de facto « Chancelier » du Royaume-Uni.
John Hurt joue ici un rôle contraire à celui qu'il jouait dans un autre film dystopique : celui de Winston Smith, une victime du gouvernement omniprésent dans le film 1984. John Hurt, dans le film Crimes à Oxford, assiste aux festivités du 5 novembre en portant un costume de Guy Fawkes.
- Peter Creedy (interprété par Tim Pigott-Smith)

Creedy est à la fois le leader du parti de la Norsefire et le chef de la police secrète du Royaume-Uni. Alors que Sutler est le Haut Chancelier, le vrai pouvoir du régime est entre les mains de Creedy.
- Inspecteur Adjoint Dominic Stone (interprété par Rupert Graves)

Stone est l'adjoint de l'inspecteur-chef Finch dans l'enquête que celui-ci mène sur V.
- Dr Delia Surridge (interprétée par Sinéad Cusack)

Le Dr Surridge était le médecin responsable du centre de détention de Larkhill. V a établi que les expérimentations faites à Larkhill furent uniquement possibles grâce à ses recherches. Contrairement à ses autres victimes, V lui administre un poison indolore pendant son sommeil. Surrige admet sa responsabilité et éprouve des remords à propos des crimes qu'elle a commis.
- Lewis Prothero (interprété par Roger Allam)

Lewis Prothero, « La Voix de Londres », est le porte-parole du gouvernement de la Norsefire. Il est l'ancien commandant du centre de Larkhill. Il présente, depuis la fermeture du centre de détention, une émission quotidienne sur BTN, la seule chaîne de télévision du pays, contrôlée par le parti.
- Évêque Anthony James Lilliman (interprété par John Standing)

Lilliman est l'évêque corrompu et pédophile de l'abbaye de Westminster, installé à ce poste par Sutler. Il était auparavant révérend au centre de Larkhill.
À propos de son rôle, John Standing remarque : « Je me suis vraiment amusé à jouer Lilliman... parce qu'il est un peu comique et parfaitement atroce. Génial à jouer, ».
- Valerie Page (interprétée par Natasha Wightman)

Valérie, une lesbienne, était une des « indésirables » emprisonnées par le gouvernement de la Norsefire. Son histoire est racontée en flashback à Evey grâce à un message qu'elle a laissé dans sa cellule avant de mourir.
Son rôle symbolique a été reçu très positivement par beaucoup de critiques de cinéma : Michael Jensen fait l'éloge du moment extraordinairement puissant de la scène de Valerie « pas seulement parce qu'elle est magnifiquement jouée et bien écrite, mais aussi parce qu'elle est tout à fait inattendue [dans un film hollywoodien], ».
- Roger Dascomb (interprété par Ben Miles)

Dascomb est à la tête du département de la Propagande du Haut Chancelier Sutler et fait partie des membres importants du parti de la Norsefire.
- Brian Etheridge (interprété par Eddie Marsan)

Etheridge est à la tête du département des écoutes clandestines et fait partie des membres importants du parti de la Norsefire.

## Fiche technique
- Titre original : V for Vendetta
- Titre français et québécois : V pour Vendetta
- Titre allemand : V wie Vendetta[11]
- Réalisation : James McTeigue
- Scénario : les Wachowski d'après la bande dessinée éponyme de David Lloyd et d'Alan Moore (non crédité)
- Musique : Dario Marianelli
- Direction artistique : Marco Bittner Rosser, Stephen Bream, Stephan O. Gessler, Sarah Horton, Sebastian T. Krawinkel et Kevin Phipps
- Décors : Owen Paterson
- Costumes : Sammy Sheldon
- Photographie : Adrian Biddle
- Son : Glenn Freemantle, Richard Pryke, John Hayward
- Montage : Martin Walsh
- Production : Grant Hill, Joel Silver et Lana et Lilly Wachowski
  - Production (version IMAX) : Lorne Orleans
  - Production déléguée : Benjamin Waisbren
  - Production associée : Jessica Alan
  - Coproduction : Roberto Malerba, Henning Molfenter et Charlie Woebcken
- Sociétés de production[12] :
  - États-Unis : Silver Pictures, Warner Bros., DC Comics (Vertigo), en association avec Virtual Studios
  - Allemagne : Fünfte Babelsberg Film GmbH, avec l'aide de Medienboard Berlin-Brandenburg
  - Royaume-Uni : en association avec Anarchos Productions
- Société de distribution : Warner Bros. ; Fox-Warner (Suisse romande)
- Budget : 54 millions de $[13] / 50 millions de $[14]
- Pays de production :  États-Unis,  Allemagne,  Royaume-Uni
- Langue originale : anglais
- Format[15] : couleur (Technicolor) - 35 mm / 70 mm  / D-Cinema - 2,35:1 (Cinémascope)
  - son DTS | Dolby Digital | SDDS | Sonics-DDP (IMAX version) | Dolby Atmos
- Genre : science-fiction, action, drame, thriller
- Durée : 132 minutes
- Dates de sortie[11] :
  - Allemagne : 13 février 2006 (Berlinale) ; 16 mars 2006 (sortie nationale)
  - États-Unis, Québec, Royaume-Uni : 17 mars 2006[16]
  - Belgique : 29 mars 2006[17]
  - France, Suisse romande : 19 avril 2006[18]
- Classification[19] :
  - États-Unis : interdit aux moins de 17 ans (R – Restricted)[N 6]
  - Royaume-Uni : interdit aux moins de 15 ans (15 - Suitable only for 15 years and over)[20]
  - Allemagne : interdit aux moins de 16 ans (FSK 16)
  - France : tous publics avec avertissement[21],[N 7]
  - Belgique : tous publics (Alle Leeftijden)[17]
  - Suisse romande : interdit aux moins de 14 ans[22]
  - Québec : 13 ans et plus (violence) (13+ / 13 years and over)[16]

## Distribution
- Hugo Weaving (VF : Féodor Atkine ; VQ : Jean-Luc Montminy) : V / William Rockwood
- Natalie Portman (VF : Sylvie Jacob ; VQ : Camille Cyr-Desmarais) : Evey Hammond
- Stephen Rea (VF : Philippe Peythieu ; VQ : Luis de Cespedes) : Inspecteur Eric Finch
- Stephen Fry (VF : Dominique Collignon-Maurin ; VQ : Pierre Chagnon) : Gordon Deitrich
- John Hurt (VF : Georges Claisse ; VQ : Vincent Davy) : Haut Chancelier Adam Sutler
- Tim Pigott-Smith (VF : Michel Favory ; VQ : Daniel Roussel) : Peter Creedy
- Rupert Graves (VF : Xavier Fagnon ; VQ : Tristan Harvey) : Inspecteur Adjoint Dominic Stone
- Roger Allam (VF : Patrick Messe ; VQ : Guy Nadon) : Lewis Prothero
- Sinéad Cusack (VF : Annie Sinigalia ; VQ : Claudine Chatel) : Dr Delia Surridge
- John Standing (VF : Léon Dony ; VQ : Hubert Gagnon) : Évêque Anthony James Lilliman
- Natasha Wightman (VF : Sophie Riffont ; VQ : Valérie Gagné) : Valerie Page
- Mary Stockley : Ruth
- Ben Miles (VF : Tony Joudrier ; VQ : Benoît Gouin) : Roger Dascomb
- Guy Henry (VQ : René Gagnon (acteur)) : Conrad Heyer
- Eddie Marsan (VF : Patrick Borg) : Brian Etheridge
- Clive Ashborn : Guy Fawkes

Sources doublage : Voxofilm (VF) et doublage.qc.ca (VQ)

## Production

### Scénario

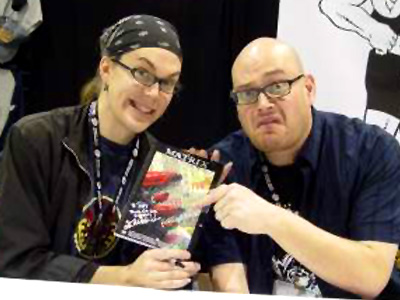
Lana et Lilly Wachowski en 2004.

Bien que réalisé par James McTeigue, V pour Vendetta est imprégné du style des sœurs Wachowski, scénaristes et productrices de ce film d’anticipation, dont le réalisateur a été l'assistant.
L'histoire de V a été créée par Alan Moore (V pour Vendetta) et représentait, à l’époque, une charge contre les déviances autoritaires du gouvernement britannique de Margaret Thatcher. Les Wachowski ont adapté leur scénario au monde du début du XXIe siècle et leur film semble s'élever contre les États autoritaires qui offrent la sécurité contre la liberté.
En 1998, le producteur Joel Silver acquiert les droits pour deux des œuvres d'Alan Moore : V pour Vendetta et Watchmen. Les Wachowski sont des amatrices de V pour Vendetta, et vers le milieu des années 1990, avant de travailler sur le projet Matrix, elles ont écrit une ébauche de scénario suivant de près l'histoire de la bande dessinée. Au cours de la postproduction des épisodes deux et trois de Matrix, elles revisitent le scénario et proposent la réalisation à James McTeigue, alors assistant réalisateur sur le tournage de la trilogie. Tous trois ont été intrigués par les thèmes de l'histoire originale et les ont trouvés pertinents vis-à-vis du paysage politique contemporain. En révisant le scénario, les Wachowski ont entrepris de condenser et de moderniser l'histoire, tout en essayant de préserver son intégrité et les thèmes récurrents.
Alan Moore s'est explicitement dissocié du film en raison de sa non-implication dans l'écriture du scénario ou la réalisation, ainsi qu'à cause d'une série de différends portant sur les adaptations cinématographiques de son travail, telles que From Hell ou La Ligue des gentlemen extraordinaires. Il termina sa coopération avec son éditeur DC Comics après que la société mère Warner Bros n'eut pas réussi à obtenir des déclarations positives de Moore à propos du film. Moore a déclaré que le script contenait des lacunes et qu'il était contraire au thème de l'œuvre originale, qui était de placer deux extrêmes politiques (le fascisme et l'anarchisme) l'un contre l'autre. Il a déclaré que son travail avait été remanié comme une histoire à propos du « système américain néo-conservateur contre le système américain libéral ». Selon sa volonté, son nom ne figure pas dans le générique du film. En revanche, le cocréateur et illustrateur David Lloyd a soutenu le film, en affirmant que le script était de très bonne qualité et que Moore n'était jamais content de voir l'un de ses livres adapté à l'écran.

### Tournage

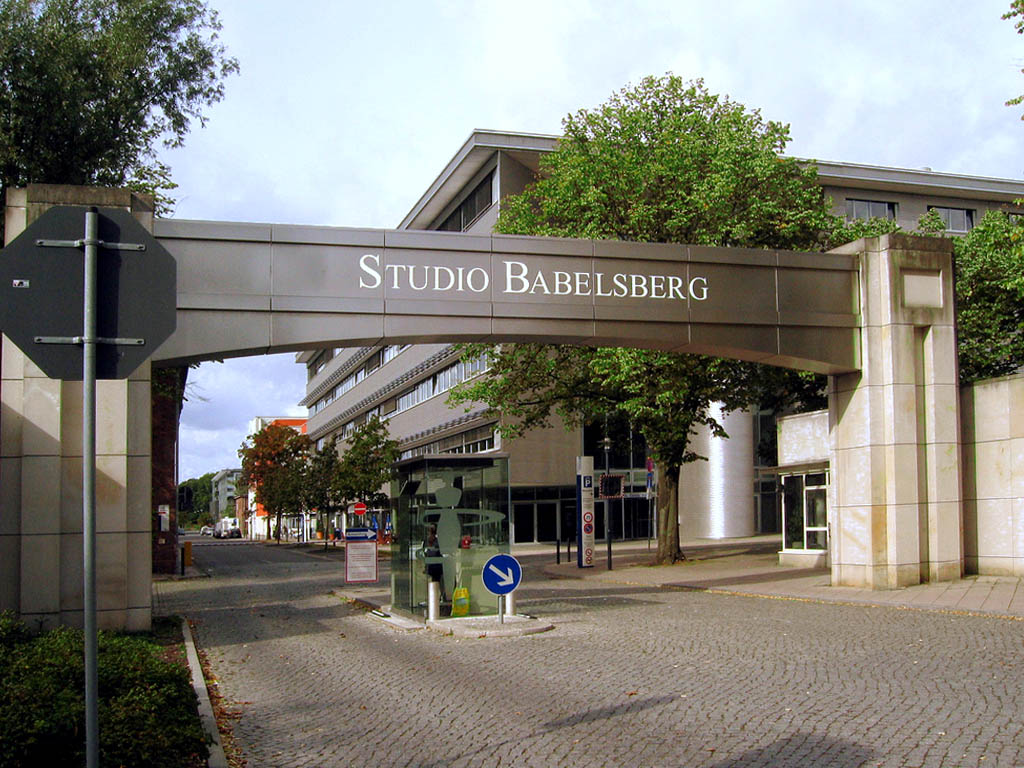
L'entrée des studios de Babelsberg à Potsdam (Allemagne).

Le réalisateur John McTeigue a cité le film La Bataille d'Alger comme sa principale influence pendant sa phase de préparation du film. V pour Vendetta a été tourné à Londres (Royaume-Uni) et à Potsdam, en Allemagne, aux Studios de Babelsberg. Une grande partie du film a été tournée en studio à partir de mars 2005, le tournage s'étant achevé le 8 juin 2005. Puis, en fonction de la nécessité prévue par le scénario, trois scènes ont été tournées à Berlin (le flashback du rassemblement de la Norsefire, le centre de détention de Larkhill et la chambre de l'évêque Lilliman) et à Londres : les scènes qui ont lieu dans le métro de Londres abandonné ont été filmées à la station désaffectée d'Aldwych.
Pour filmer la scène finale de Westminster, les sites de Trafalgar Square, Whitehall, du Parlement et de Big Ben ont été fermés pendant trois nuits de minuit à 5 heures. C'était la première fois que la zone sécurisée (la résidence du Premier ministre au 10 Downing Street et le ministère de la Défense) était fermée pour accueillir un tournage. Les producteurs du film ont réussi à avoir l'autorisation de tourner dans cette zone après neuf mois de négociations acharnées avec quatorze organismes gouvernementaux différents.

### Postproduction
V pour Vendetta a été filmé afin d'obtenir un aspect rétro futuriste, grâce à l'utilisation de tons gris pour donner une apparence terne et morne, représentant la stagnation du totalitarisme à Londres en 2038. Le plus grand décor créé pour le film a été la « galerie des Ombres », le repaire de V, qui devait être ressentie comme un croisement entre une crypte et un cellier. Le personnage de V y entrepose de nombreux objets interdits par le régime (via le « ministère de la Bienséance ») : Les Époux Arnolfini de Jan van Eyck, Bacchus et Ariane du Titien, une affiche du film Le Roman de Mildred Pierce, Saint Sébastien d'Andrea Mantegna, et The Lady of Shalott par John William Waterhouse, ainsi que de nombreux comics. L'un des plus grands défis de la production a d'ailleurs été d'obtenir les droits de reproduction de toutes ces œuvres d'art.
Pour la représentation des attentats de V, l'équipe de maquettistes dirigée par José Granell a construit des reproductions à grande échelle de Big Ben, du Parlement et du Old Bailey. Les scènes d'explosions ont été réalisées avec ces maquettes, mais l'infographie a également été utilisée pour ajouter des effets visuels. Concernant les vêtements portés par V, James McTeigue désirait, à l'origine, qu'ils soient un mélange entre ceux du début du XVIIe siècle et ceux d'un pistolero, avant de leur donner un aspect plus moderne (excepté pour le chapeau). Les dagues utilisées par V sont également un mélange entre un design moderne et d'époque.
L'un des principaux défis du film était de savoir comment donner vie à V sous un masque de comédie au sourire figé. Ainsi, des efforts considérables ont été faits afin de combiner l'éclairage, le jeu du comédien et la voix de Hugo Weaving, pour créer le bon caractère en fonction de la situation. Afin d'éliminer les bruits parasites sous le masque dans la voix de Weaving, l'ensemble des dialogues a été réenregistré en postproduction. Le design du masque est établi sur celui de la bande dessinée, auquel a été donné un petit aspect de masque d'Arlequin. Le sculpteur Berndt Wenzel a conçu sept masques différents en argile, fibre de verre et peints à l'aérographe, et McTeigue a choisi la version définitive parmi ceux-là.

## Bande originale
Albums de Dario Marianelli
Orgueil et Préjugés Reviens-moi
La bande originale de V pour Vendetta a été produite par Astralwerks Records le 21 mars 2006. La plupart des titres de l'album ont été composés par Dario Marianelli. La bande-son a également été interprétée par Julie London (Cry Me a River), Cat Power, qui reprend le titre I Found A Reason (The Velvet Underground), et Antony and the Johnsons (Bird Gerhl). Comme il est mentionné dans le film, ces chansons sont des échantillons des 872 titres de la liste noire du juke-box de V. Le point culminant est l’Ouverture solennelle 1812 de Piotr Ilitch Tchaïkovski, qui apparaît à la fin de la piste 13, Knives and Bullets (And Cannons Too), jouée au début du film lors de l'explosion du Old Bailey. ? Ouverture 1812 de Tchaïkovski [Fiche]
Trois titres ont été joués au cours du film mais n'ont pas été crédités sur la bande originale de V pour Vendetta : Street Fighting Man des Rolling Stones, la version spéciale BKAB d'Ethan Stoller dans laquelle des extraits du discours de Malcolm X, On Black Power, et de l'écrivain féministe Gloria Steinem, Address to the Women of America, ont été ajoutés, et enfin Out of Sight de Spiritualized.
Deux segments de l'opéra classique bossa nova d'Antônio Carlos Jobim, Garota de Ipanema et Corcovado, sont également absents de l'album. Ces chansons ont été jouées au cours des « scènes du petit déjeuner » avec V et Gordon Deitrich, et sont un des moyens utilisés pour relier les deux personnages. La 5e Symphonie de Beethoven joue également un rôle important dans le film, les quatre premières notes du premier mouvement signifiant en effet la lettre « V » en morse («…- »). ? 5e Symphonie de Beethoven [Fiche]
Enfin, le sketch satirique de Gordon Deitrich contre le Haut Chancelier Sutler reprend le style comique de Benny Hill, ainsi que la musique qui le caractérise : Yakety Sax.
| 1.  | Remember Remember                                  |                         | 6:42 |
| 2.  | Cry Me a River                                     | Julie London            | 2:48 |
| 3.  | ...Governments Should Be Afraid Of Their People... |                         | 3:11 |
| 4.  | Evey's Story                                       |                         | 2:48 |
| 5.  | Lust at the Abbey                                  |                         | 3:17 |
| 6.  | The Red Diary                                      |                         | 7:33 |
| 7.  | Valerie                                            |                         | 8:48 |
| 8.  | Evey Reborn                                        |                         | 3:50 |
| 9.  | I Found a Reason                                   | Cat Power               | 2:02 |
| 10. | England Prevails                                   |                         | 5:45 |
| 11. | The Dominoes Fall                                  |                         | 5:28 |
| 12. | Bird Gerhl                                         | Antony and the Johnsons | 3:17 |
| 13. | Knives and Bullets (And Cannons Too)               |                         | 7:33 |

## Accueil

### Promotion et sortie
« Alan Moore a écrit sur ce qui s'est passé il y a quelque temps. C'était une réponse au gouvernement de Thatcher en Angleterre... C'est [le film] une réponse au monde dans lequel nous vivons aujourd'hui. Je pense donc que le film et le comic sont deux entités distinctes. »

— Hugo Weaving,
Les interprètes et réalisateurs ont participé à plusieurs conférences de presse qui leur ont permis d'aborder les questions entourant le film, y compris son authenticité, la réaction d'Alan Moore à celui-ci ainsi que son message politique. Pour ce qui concerne le contenu politique controversé dans le film, les scénaristes ont répondu que le film était destiné à poser plus de questions et à participer à un dialogue déjà présent dans la société, plutôt que de fournir des réponses concrètes ou de dire ce que les téléspectateurs devaient penser.

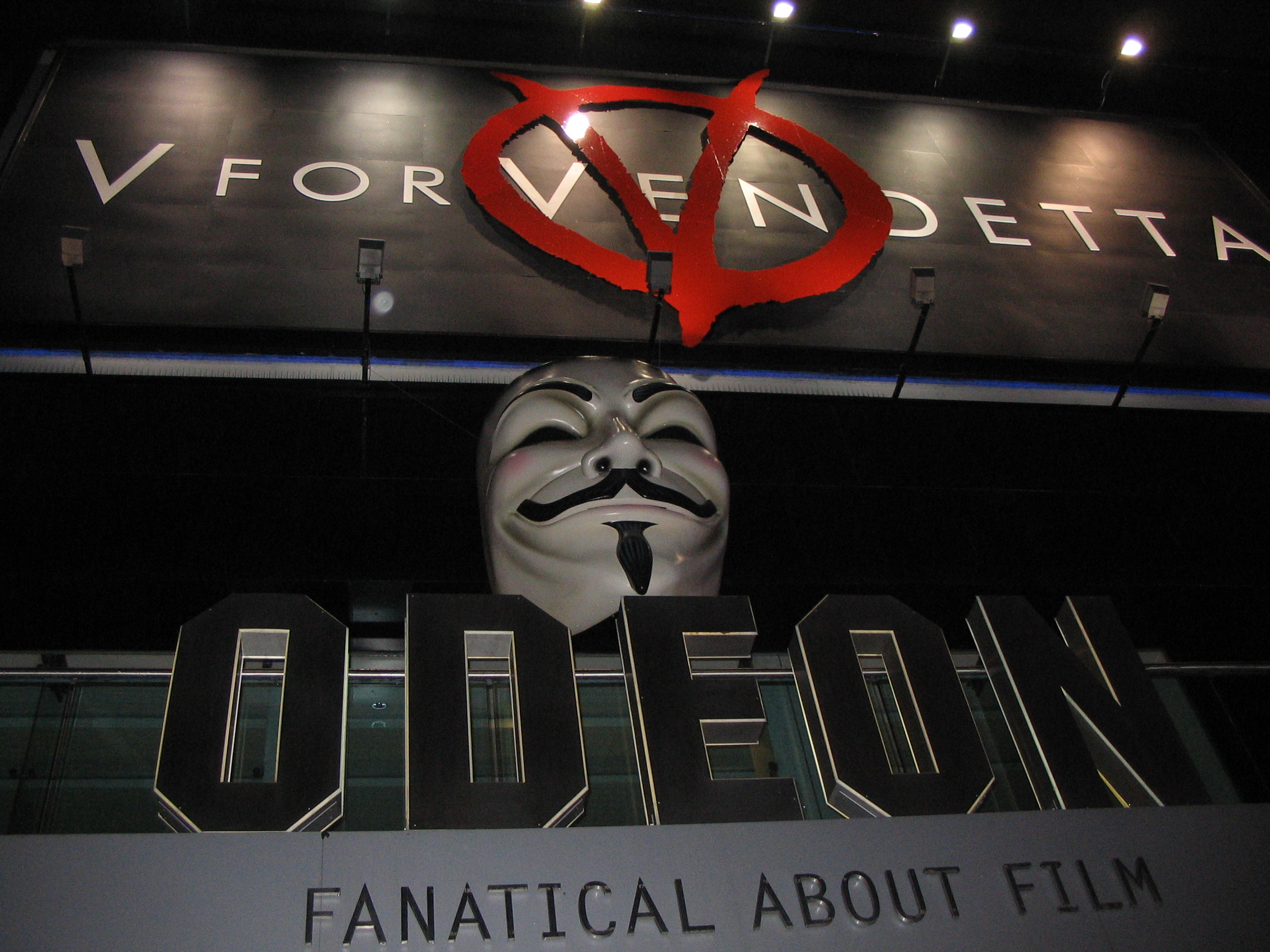
Façade d'un cinéma lors de la sortie du film.

Le film emprunte des images de la conspiration des Poudres en 1605, où un groupe de conspirateurs catholiques tenta de détruire le Parlement afin de susciter une révolution en Angleterre. La sortie du film était initialement prévue pour le week-end du 5 novembre 2005, le jour du 400e anniversaire de la conspiration, avec le slogan « Souviens-toi, souviens-toi de ce 5 de novembre » (« Remember, remember the 5th of November »), tiré d'une comptine traditionnelle britannique en souvenir de l’événement. Toutefois, la promotion du film a perdu beaucoup de sa valeur lorsque sa sortie a été repoussée au 17 mars 2006. Beaucoup ont spéculé que ce retard était dû aux attentats de Londres du 7 juillet 2005. Les réalisateurs ont réfuté cette hypothèse, affirmant que ces retards étaient causés par la nécessité de prendre davantage de temps pour terminer la production des effets spéciaux.
V pour Vendetta est sorti pour la première fois officiellement sur les écrans le 13 février 2006 lors du Festival de Berlin. Il avait été projeté à Austin le 11 décembre 2005 dans le cadre du festival Butt-Numb-A-Thon, un marathon cinématographique de 24 heures proposant des films anciens ainsi que des premières. Il a été distribué le 17 mars 2006 dans 3 365 salles aux États-Unis, au Royaume-Uni et dans huit autres pays. Le film est sorti en Belgique le 29 mars 2006 et en France le 19 avril 2006.

### Accueil critique
Le film a reçu un accueil critique plutôt positif, recueillant 73 % de critiques favorables, avec un score moyen de 6,8⁄10 et sur la base de 238 critiques collectées, sur le site Rotten Tomatoes. Sur le site Metacritic, il obtient un score de 62⁄100, sur la base de 39 critiques collectées.
Le critique Roger Ebert lui a donné une note de 3,5 sur 4 et a écrit dans le quotidien Chicago Sun-Times : « Il y a toujours quelque chose d'intéressant qui se passe, nous invitant à décoder le personnage et le scénario, et à y appliquer le message que nous voulons, ». Margaret Pomeranz et David Stratton, sur le site australien At the Movies, ont écrit que malgré le fait dérangeant de ne jamais voir le visage de Hugo Weaving, le film présente un bon jeu d'acteurs et un scénario intéressant, et qu'il était également inquiétant avec des scènes rappelant l'Allemagne nazie. Harry Guerin, de la chaîne télévisée irlandaise RTÉ, écrit que le film « fonctionne comme un thriller politique, une aventure et un commentaire social, et il mérite d'être vu par un public qui aurait normalement fui l'un des trois » et l'a qualifié de « film culte dont la réputation ne sera que rehaussée avec les années, ». Et Claudia Puig, de USA Today, trouve excellent le jeu d'Hugo Weaving, à la fois subtil et fluide dans ses gestes et expressif vocalement, et apprécie que l'on puisse voir le film à différents niveaux, « comme un thriller d'action ou pour son message sur la responsabilité personnelle, l'oppression politique et la révolution en tant que facteur de changement, ».
Jonathan Ross, de la BBC, a discrédité le film, le qualifiant de « consternant et d'échec désespérant ». il écrivit que « la distribution et le talent d'acteurs comme John Hurt et Stephen Rea ont peu de chance d'exister au milieu des débris du script des Wachowski et en particulier de la pauvreté des dialogues, ». Sean Burns, du Philadelphia Weekly, a donné au film un « D », critiquant le traitement du message politique comme étant « assez faible, un truc d'adolescent » et l'interprétation de Natalie Portman : « Portman continue à croire que rester debout et bouche bée constitue une performance, ».
En France, le film reçoit une moyenne de 3,1 étoiles sur 5 pour les critiques presse et 3,8 pour les critiques spectateurs sur le site Allociné. Parmi les bonnes critiques, la version française du magazine Rolling Stone lui a donné la note maximale en écrivant que le film était « une réussite tant dans la forme que dans le fond [...] et qui résiste au tout-spectacle décérébré au profit d'un message radicalement humaniste ». Emmanuel Denis, de L'Écran fantastique, évoque une adaptation « qui allie l'intégrité et l'audace de son propos à l'efficacité cinématographique ». Bernard Achour, du Nouvel Observateur, estime qu'il s'agit du « blockbuster le plus subversif et intelligent jamais réalisé ». Et Philippe Ross, de Télé 7 jours, se déclare séduit par l'originalité de « ce mélange étonnant et détonnant d'action et de vision très noire d'un avenir délétère ».
Plus mitigé, Louis Guichard, de Télérama, lui donne une note « passable », mais en qualifiant le film de « [...] blockbuster pas comme les autres. Un drôle de mélange entre le brûlot échevelé et le thriller SF calibré. L'Angleterre thatchérienne, sa dureté et ses intolérances avaient, dans les années 80, inspiré la BD. Les producteurs du film, les fameux Wachowski (Matrix) ont su injecter dans ce tableau des éléments qui renvoient à notre présent, en les distordant (légèrement ?) vers le cauchemar ». Gérard Delorme, de Première, lui attribue 2 étoiles sur 4 et écrit : « Le défaut du film n'est pas tant d'avoir trahi la BD que de proposer une vision abstraite d'un futur possible ». Et Emmanuelle Frois, du Figaroscope, évoque « un thriller politique qui ne manque pas d'efficacité malgré certaines scènes appuyées ».
Du côté des critiques négatives, Vincent Ostria, de L'Humanité, estime que le film « n'a rien de réellement révolutionnaire ». Françoise Delbecq, du magazine Elle, parle de « scènes d'une rare débilité » et pense que le film fait l'apologie du terrorisme. Et Jean-Christophe Ferrari, de Positif, évoque un « sombre navet » à la mise en scène inexistante.
Le film a fait renaître un intérêt pour l'histoire originale d'Alan Moore, les ventes du comics ayant augmenté de façon spectaculaire aux États-Unis après la sortie du film. Selon Publishers Weekly, à la fin de mars 2006, V pour Vendetta est la bande dessinée numéro un des ventes, ainsi que le numéro quatre des fictions en format poche chez Barnes & Noble. Il était aussi le numéro un des romans graphiques et le numéro trois sur la liste des bestsellers sur Amazon. Par ailleurs, le film figure dans le Top 250 du classement de l'Internet Movie Database, sur la base des votes du public, avec une note moyenne de 8,2/10. En 2008, le magazine Empire l'a classé à la 418e place dans sa liste des 500 meilleurs films de tous les temps. La même année, le personnage de V figure à la 72e place du classement des 100 meilleurs personnages de films, toujours selon Empire.

### Box-office
V pour Vendetta a rapporté 132 511 035 US$ au box-office mondial, dont 53,2 % aux États-Unis (70 511 035 US$) et 46,8 % à l'étranger (62 000 000 US$) pour un budget de 54 000 000 US$. Le film a également été projeté dans 56 cinémas IMAX en Amérique du Nord, rapportant à eux seuls 1 360 000 US$. Il a réalisé 625 478 entrées en France, 152 584 au Québec, 126 306 en Belgique et 61 190 en Suisse.
| Pays                 | Box-office | Pays                | Box-office | Pays         | Box-office | Pays             | Box-office  |
| -------------------- | ---------- | ------------------- | ---------- | ------------ | ---------- | ---------------- | ----------- |
| Afrique du Sud       | 359 970    | Allemagne           | 2 910 789  | Argentine    | 515 417    | Australie        | 4 354 597   |
| Autriche             | 588 635    | Bahreïn             | 39 340     | Belgique     | 959 961    | Brésil           | 1 747 460   |
| Bulgarie             | 51 523     | Chili               | 260 424    | Corée du Sud | 3 534 581  | Danemark         | 774 670     |
| Égypte               | 57 324     | Émirats arabes unis | 187 863    | Estonie      | 20 920     | Espagne          | 5 435 193   |
| États-Unis           | 70 511 035 | Finlande            | 536 852    | France       | 4 205 918  | Grèce            | 1 759 700   |
| Hong Kong            | 193 947    | Islande             | 151 489    | Italie       | 2 666 921  | Japon            | 8 546 936   |
| Liban                | 67 276     | Lituanie            | 22 878     | Mexique      | 2 884 695  | Nouvelle-Zélande | 449 754     |
| Norvège              | 802 465    | Pays-Bas            | 990 388    | Philippines  | 213 000    | Pologne          | 205 939     |
| République tchèque   | 97 639     | Roumanie            | 47 608     | Royaume-Uni  | 6 664 730  | Russie           | 1 148 911   |
| Serbie-et-Monténégro | 27 188     | Singapour           | 227 000    | Slovaquie    | 21 733     | Slovénie         | 29 026      |
| Suède                | 1 605 560  | Suisse              | 733 467    | Taïwan       | 315 460    | Thaïlande        | 231 000     |
| Turquie              | 669 980    | Ukraine             | 186 111    | Venezuela    | 485 308    | TOTAL            | 132 511 035 |

### Controverses et éloges
V pour Vendetta traite des questions de la race, de l'identité, de la sexualité, de la religion, du totalitarisme et du terrorisme. Son histoire controversée et les thèmes qui la jalonnent ont inévitablement fait l'objet à la fois de critiques et d'éloges de la part de groupes socio-politiques.
Plusieurs groupes anarchistes ont rejeté le film, tandis que d'autres l'ont utilisé pour promouvoir l'anarchisme comme philosophie politique. Le 17 avril 2006, le New York Metro Alliance of Anarchists a protesté contre DC Comics et Time Warner, les accusant d'avoir dilué le message de l'histoire d'origine en faveur de la violence et des effets spéciaux,. En revanche, David Graeber, anarchiste et ancien professeur à l'université de Yale, n'a pas été décontenancé par le film, estimant que le message de l'anarchie était ressorti en dépit des studios de cinéma d'Hollywood. Toutefois, Graeber a poursuivi en déclarant : « L'anarchie a pour but de créer des communautés et de prendre des décisions démocratiques. C'est ce qui manque dans l'interprétation d'Hollywood, ».

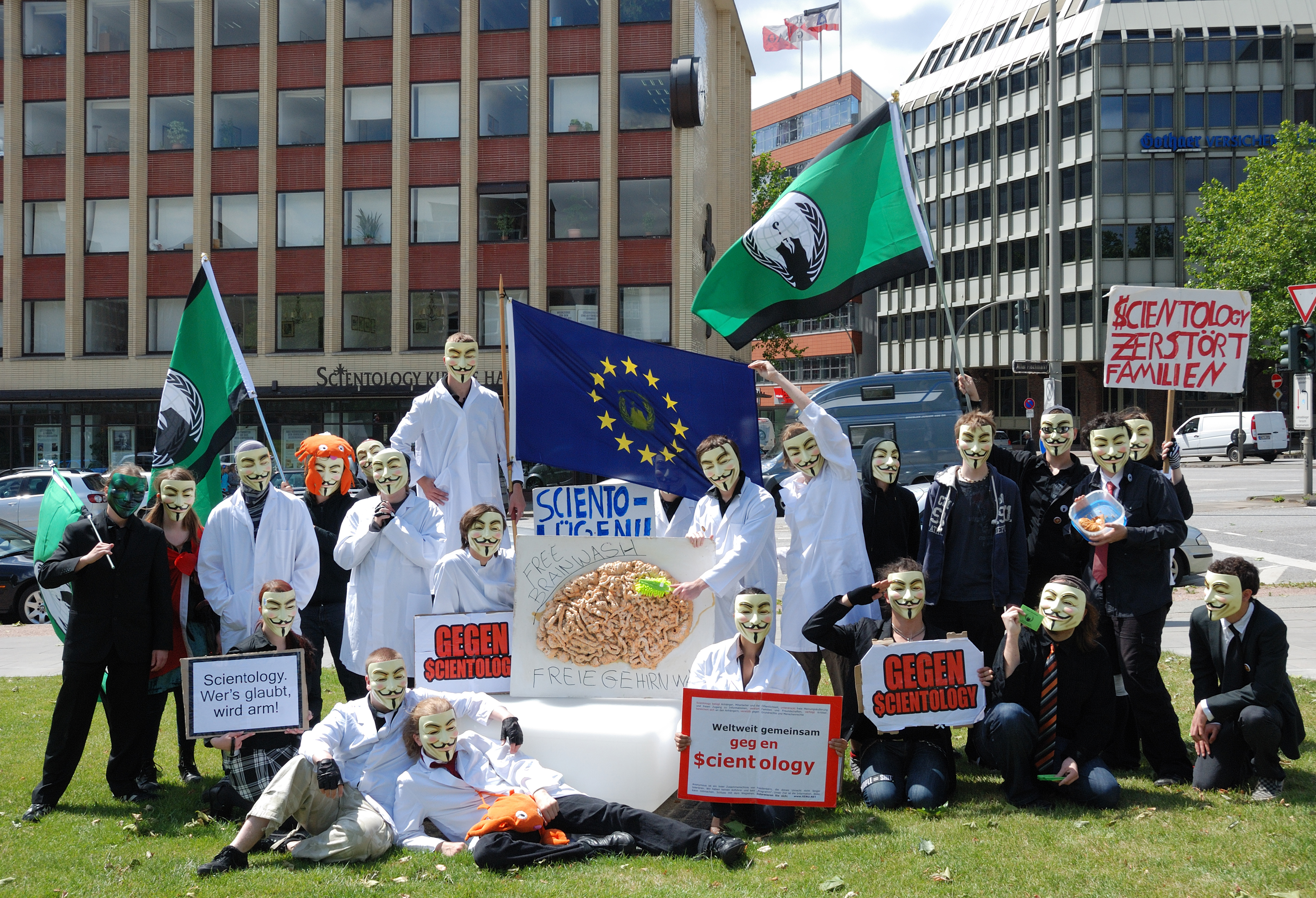
Manifestants d'Anonymous portant le masque de V devant un local de l'Église de Scientologie.

Plusieurs anarchistes et autres libertariens, y compris les membres du Ludwig von Mises Institute et LewRockwell.com, ont vu le film comme la représentation positive d'une société sans gouvernement et de la libre entreprise. Ils citent le terrorisme comme l'un des plus grands maux rationalisés par les mécanismes politiques, tandis que les actes de V sont considérés comme « terroristes » parce qu'ils sont effectués par une seule personne,. Justin Raimondo, le libertarien rédacteur en chef de Antiwar.com, a loué le film pour sa politique de sensibilisation et a vu le succès du film comme une « contribution à la lutte contre la pourriture culturelle dont le parti de la guerre se nourrit, ». David Walsh, du World Socialist Web Site, qualifie les mesures de V d'« antidémocratiques » et cite le film comme un exemple de « la faillite de l'idéologie anarcho-terroriste », indiquant que, parce que le peuple n'a pas pris part à la révolution, il lui sera impossible de produire une « nouvelle société libérée ».
Aux États-Unis, plusieurs groupes chrétiens conservateurs ont critiqué le film en raison de la représentation du christianisme et de la sympathique représentation de l'homosexualité et de l'islam qui y figure. Ted Baehr, président de la Christian Film and Television Commission, a défini V pour Vendetta comme « une œuvre infâme d'incitation au terrorisme mâtinée d'une propagande de gauche néomarxiste saturée de militantisme sexuel radical et d'attaques sournoises contre la religion et le christianisme ». Don Feder, un chroniqueur conservateur, a qualifié V pour Vendetta comme « le film le plus explicitement antichrétien à ce jour qui regroupe tous les fantasmes paranoïaques de l'industrie du cinéma de gauche,, ». Le critique de cinéma Richard Roeper a rejeté le fait que le film puisse être qualifié de pro-terroriste, rappelant que le héros du film est étiqueté comme terroriste « par quelqu'un qui est essentiellement un dictateur, un Hitler en puissance ».
À l'inverse, plusieurs associations LGBT, dont la Gay & Lesbian Alliance Against Defamation (GLAAD) qui l'a nommé pour le Prix GLAAD Media, ont salué le film pour sa représentation positive des homosexuels, Michael Jensen le qualifiant de « l'un des films les plus gay friendly de tous les temps ».
Enfin, la communauté Anonymous, un groupe d'internautes inspiré des imageboards et promoteur d'une nouvelle démocratie par le biais d'Internet, a érigé le masque de Guy Fawkes en symbole, notamment en le portant dans leurs manifestations publiques contre l'Église de Scientologie. The Boston Globe a décrit l'utilisation des masques comme une allusion « à un film qui représente un mouvement antigouvernemental ».
Un personnage récurrent du film a recours à la séquestration, l'emprise, et la torture pour arriver à ses fins, sans que ces méthodes ne soient interrogées.
Longtemps interdit en Chine, le film est diffusé pour la première fois à la télévision officielle chinoise (CCTV-6) le 14 décembre 2012. Beaucoup d'internautes chinois ont fait part de leur surprise de voir un film traitant d'anarchisme être diffusé par le Parti communiste chinois, et ce, peu de temps après l'arrivée d'une nouvelle équipe de dirigeants communistes à la tête du pays. Certains y voient un signe politique, comme Hu Ziwei, célèbre présentatrice de télévision qui écrit sur Weibo : « C'est un film important, en particulier pour les Chinois. Il décrit avec beaucoup de poésie l'essence de la tyrannie, la cruauté de la tyrannie envers la dignité humaine, ainsi que la vengeance totale et la haine forte des rebelles envers la tyrannie. En tant que peuple d'un pays totalitaire, il est difficile de ne pas se sentir touché en son for intérieur en regardant ce film », alors que le quotidien Nanfang Ribao ajoute, toujours sur Weibo : « un terroriste, un fou, un gentleman, un idéologue, un révolutionnaire, l'ennemi public numéro un aux yeux du gouvernement. Il symbolise la rébellion, il révère la violence pour libérer l'âme du peuple opprimé. Ce soir, la diffusion par la télévision centrale a « énormément surpris » beaucoup d'internautes ».

## Distinctions
Entre 2006 et 2008, le film V pour Vendetta a été sélectionné 39 fois dans diverses catégories et a remporté 8 récompenses,.

### Récompenses
| Années | Cérémonie, récompense ou festival                                             | Catégorie / Récompense                                  | Nommé(es) / Lauréat(es) |
| ------ | ----------------------------------------------------------------------------- | ------------------------------------------------------- | ----------------------- |
| 2006   | Festival international du film des frères Manaki                              | Prix spécial                                            | Adrian Biddle           |
| 2006   | Prix Schmoes d'or (Golden Schmoes Awards)                                     | Schmoes d'or de la meilleure actrice de l'année         | Natalie Portman         |
| 2006   | Prix Schmoes d'or (Golden Schmoes Awards)                                     | Schmoes d'or de l'affiche de cinéma préférée de l'année | V pour Vendetta         |
| 2006   | Prix Scream                                                                   | Prix Scream du meilleur film de science-fiction         | V pour Vendetta         |
| 2006   | Société des critiques de cinéma de San Diego                                  | Prix SDFCS des meilleurs décors                         | Owen Paterson           |
| 2007   | Académie des films de science-fiction, fantastique et d'horreur - Prix Saturn | Prix Saturn de la meilleure actrice                     | Natalie Portman         |
| 2007   | Prix Prometheus                                                               | Prix spécial                                            | V pour Vendetta         |
| 2007   | Prix SFX (SFX Awards)                                                         | Prix SFX de la meilleure actrice                        | Natalie Portman         |

### Nominations
| Années | Cérémonie, récompense ou festival                                             | Catégorie / Récompense                                      | Nommé(es) / Lauréat(es) |
| ------ | ----------------------------------------------------------------------------- | ----------------------------------------------------------- | --- |
| 2006   | Académie australienne des arts du cinéma et de la télévision                  | Meilleur acteur                                             | Hugo Weaving |
| 2006   | Association des critiques de cinéma de Chicago                                | Réalisateur le plus prometteur                              | James McTeigue |
| 2006   | Association des critiques de cinéma de Saint-Louis                            | Meilleurs effets visuels / spéciaux                         | V pour Vendetta |
| 2006   | Association internationale des critiques de musique de film                   | Meilleure composition de musique de film de l'année         | Dario Marianelli (pour "Evey Reborn") |
| 2006   | Bande-annonce d'or                                                            | Meilleure bande-annonce de film d’action                    | V pour Vendetta |
| 2006   | The Stinkers Bad Movie Awards                                                 | Pire coiffure à l'écran                                     | Natalie Portman |
| 2006   | Prix Jules Verne                                                              | Avant-premières                                             | V pour Vendetta |
| 2006   | Prix Satellites                                                               | Meilleurs effets visuels                                    | Dan Glass |
| 2006   | Prix Satellites                                                               | Meilleure direction artistique                              | Owen Paterson, Marco Bittner Rosser, Sarah Horton, Sebastian T. Krawinkel, Stephan O. Gessler                                                                  |
| 2006   | Prix Satellites                                                               | Meilleur ensemble de DVD                                    | V pour Vendetta |
| 2006   | Prix Schmoes d'or (Golden Schmoes Awards)                                     | Film préféré de l'année                                     | V pour Vendetta |
| 2006   | Prix Schmoes d'or (Golden Schmoes Awards)                                     | Meilleur film de science-fiction de l'année                 | V pour Vendetta |
| 2006   | Prix Schmoes d'or (Golden Schmoes Awards)                                     | Personnage le plus cool de l'année                          | "V" |
| 2006   | Prix Schmoes d'or (Golden Schmoes Awards)                                     | Scène la plus mémorable d'un film                           | Destruction du Parlement |
| 2006   | Prix Schmoes d'or (Golden Schmoes Awards)                                     | Meilleure réplique de l'année                               | « Les gens ne devraient pas avoir peur de leurs gouvernements. Les gouvernements devraient avoir peur de leur peuple. »                                        |
| 2006   | Prix Schmoes d'or (Golden Schmoes Awards)                                     | Meilleure réplique de l'année                               | « Voilà ! En vue, un humble vétéran ... m'appeler V. » |
| 2006   | Prix Scream                                                                   | Reine des cris                                              | Natalie Portman |
| 2006   | Prix Scream                                                                   | Meilleur héros                                              | Hugo Weaving |
| 2006   | Prix Scream                                                                   | Meilleur Scream-Play                                        | Lana et Lilly Wachowski |
| 2006   | Prix du jeune public                                                          | Meilleur film d'action / aventure                           | V pour Vendetta |
| 2006   | Prix du jeune public                                                          | Meilleure actrice dans un film dramatique / action aventure | Natalie Portman |
| 2007   | Académie des films de science-fiction, fantastique et d'horreur - Prix Saturn | Meilleur film de science-fiction                            | V pour Vendetta |
| 2007   | Académie des films de science-fiction, fantastique et d'horreur - Prix Saturn | Meilleur scénario                                           | Lana et Lilly Wachowski |
| 2007   | Académie des films de science-fiction, fantastique et d'horreur - Prix Saturn | Meilleurs costumes                                          | Sammy Sheldon |
| 2007   | Guilde des créateurs de costumes                                              | Meilleurs costumes pour un film fantastique                 | Sammy Sheldon |
| 2007   | Guilde des directeurs artistiques                                             | Meilleurs décors dans un film fantastique                   | Owen Paterson, Kevin Phipps, Sarah Horton, Sebastian T. Krawinkel, Stephen Bream, Marco Bittner Rosser, Stephan O. Gessler, Cornelia Ott et Christian Schaefer |
| 2007   | Prix GLAAD Media                                                              | Film exceptionnel - Large diffusion                         | V pour Vendetta |
| 2007   | Prix Hugo                                                                     | Meilleure présentation dramatique (format long)             | Lana et Lilly Wachowski, David Lloyd et James McTeigue |
| 2007   | Société des effets visuels                                                    | Meilleure modèle et maquette dans un film                   | José Granell et Nigel Stone |
| 2008   | Écrivains de science-fiction et de fantaisie d'Amérique                       | Meilleur scénario                                           | Lana et Lilly Wachowski |

### Sélections
- Berlinale 2006 : Sélection officielle - hors-compétition pour James McTeigue.

##### Guy Fawkes et la Conspiration des Poudres

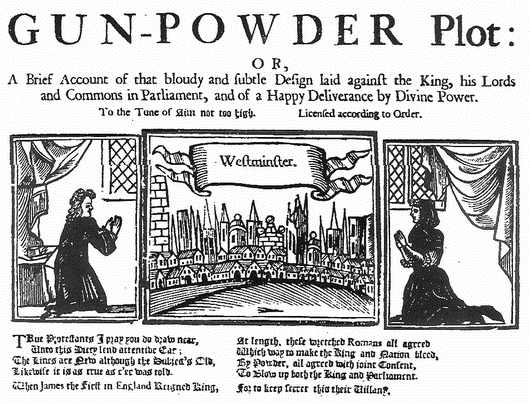
La Conspiration des Poudres, inspiration majeure du comic, puis du film.

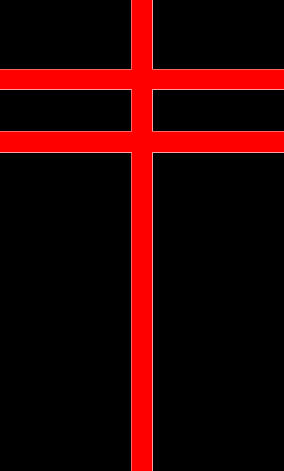
Emblème du Feu nordique, ressemblant à une croix de Lorraine.

### La liberté contre l'État

Drapeau de la « Coalition des volontaires au pouvoir » qui mêle le drapeau du Royaume-Uni et le drapeau des États-Unis à la croix gammée nazie.

### Occurrences de V et de 5

Premières notes de la 5e symphonie de Beethoven.

## Différences entre le film et la bande dessinée

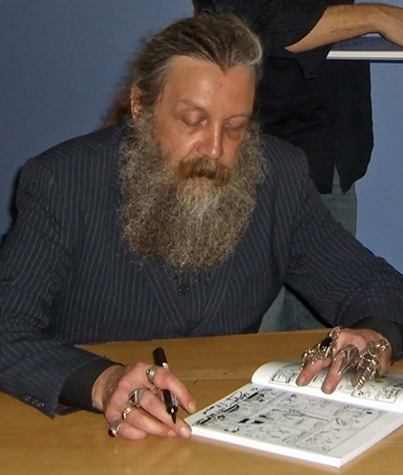
Alan Moore, auteur de la bande dessinée V pour Vendetta, s'est dissocié du film en raison de l'angle choisi par les scénaristes.

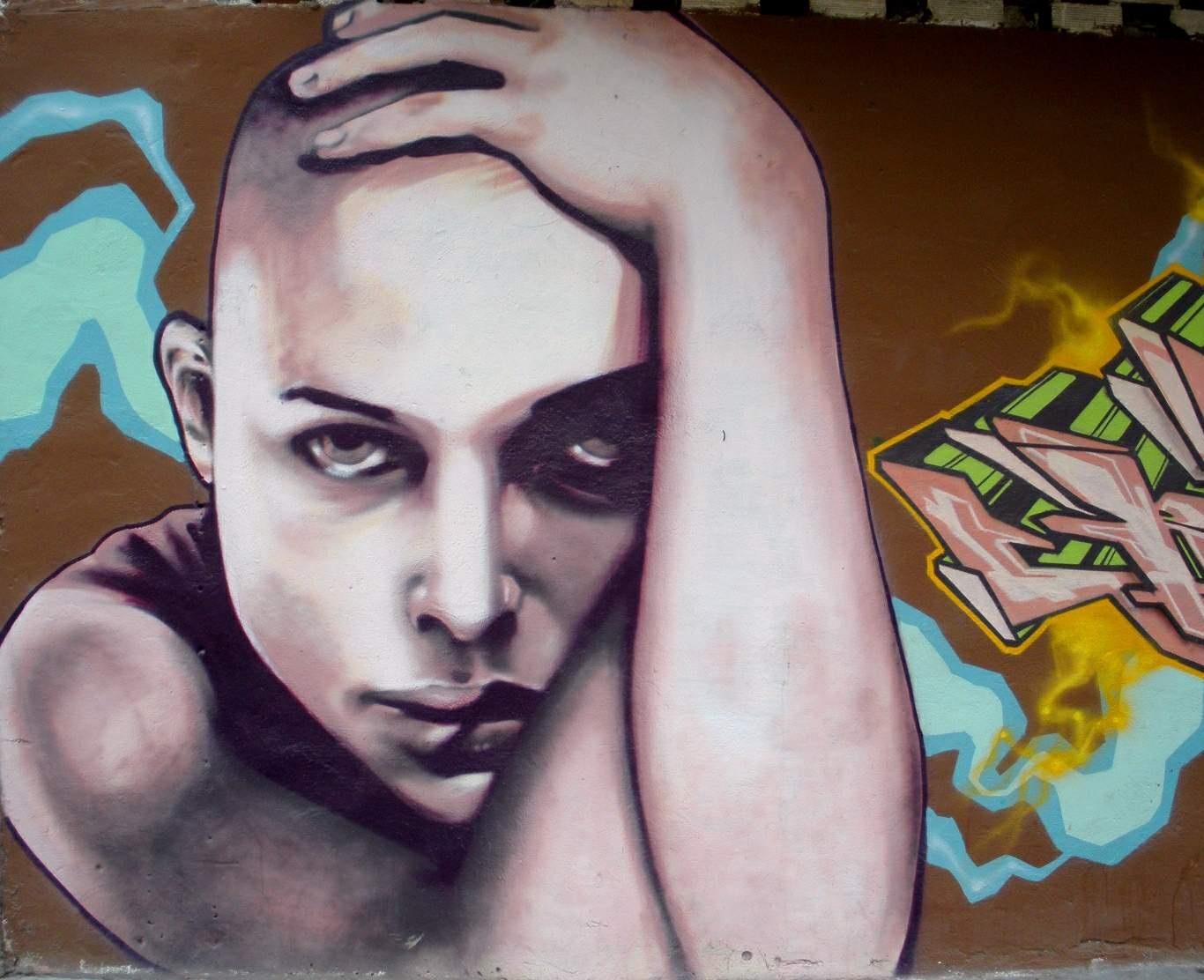
Graffiti représentant le personnage d'Evey Hammond.

## Thèmes

### Inspirations